# N.E.E. de Svanenskjold
Niels Emil Edouard de Svanenskiold (skrev sig Svanenskjold) (14. februar 1806 – 10. november 1864) var en dansk forstmand, bror til Morten de Svanenskiold.
Han var søn af ejer af Svanholm, hofjægermester Peter de Svanenskiold og Regine Dorothea Cathrine Qvistgaard, Han var i perioden 1846 til 1851 den første kgl. skovrider ved Silkeborg Skovdistrikt med bopæl på Marienlund. Derefter kom han til 6. Kronborgske Distrikt i Mårum. I Silkeborg efterfulgte han Joachim Godske Nyholm i embedet og efterfulgtes selv af C.C. Klüver. Svanenskjold var forst- og jagtjunker, kammerjunker og Ridder af Vasaordenen.
Han var gift med Louise Groskoph (1806-1871).
Han er begravet på Farum Kirkegård. 